# Budești
Budești este un oraș în județul Călărași, Muntenia, România, format din localitatea componentă Budești (reședința), și din satele Aprozi, Buciumeni și Gruiu. Are o populație de 7.725 locuitori. A fost declarat oraș la 18 aprilie 1989.
Se află la o distanță de aproximativ 30 km de București.

## Așezare
Orașul se află în vestul județului, pe malurile Dâmboviței, acolo unde acest râu se varsă în râul Argeș. Este traversat de șoseaua națională DN4, care leagă Oltenița de București. La Budești, din acest drum se ramifică șoseaua județeană DJ301, care duce spre nord la Vasilați, Gălbinași, Plătărești, Fundeni și mai departe în județul Ilfov la Cernica și Pantelimon (unde se intersectează cu DNCB și se termină în DN3). Din DJ301, la Budești se mai ramifică și șoseaua județeană DJ401C, care duce spre nord la Sohatu și Plătărești. Prin oraș trece și calea ferată București-Oltenița, pe care este deservit de stația Budești.

## Istorie
Localitatea Budești este menționată documentar pentru prima dată într-un hrisov domnesc din 1526. Mai târziu apare într-un alt document din 1543. În perioada dinaintea războaielor mondiale găsim ca proprietar în zonă pe boierul Constantin Manu, care se trage din spiță domnească, cel care a ctitorit castelul din localitate. Castelul a fost practic desființat în perioada anilor comunismului prin furtul materialelor din care era construit. Populația predominant de etnie romă este adusă la muncile câmpului din vremuri îndepărtate, astfel cartierele în care locuiesc sunt denumite după meseriile pe care le practicau: inari (culegători de in), rudari (lucrători în lemn) etc.
La sfârșitul secolului al XIX-lea, Budești avea statut de comună rurală și făcea parte din plasa Negoești a județului Ilfov, fiind formată din satele Negoești, Poșta și Budești, având în total 2094 de locuitori. În comună existau o biserică ridicată de marele vornic Ioan Manu și o școală mixtă. La acea vreme, pe teritoriul actual al orașului mai funcționa în aceeași plasă și comuna Aprozi-Negoești, cu satele Aprozi, Frecați, Lacu Cocorului și Negoești, având în total 1235 de locuitori, ce trăiau în 281 de case și 12 bordeie. În comuna Aprozi-Negoești existau o moară cu aburi, o școală mixtă și două biserici.
Anuarul Socec din 1925 consemnează comuna ca reședință a plășii Budești din același județ și având în compunere satul Budești și cătunul Negoești-Poșta, având în total 1749 de locuitori. Comuna Aprozi-Negoești, denumită acum Aprozi făcea și ea parte din plasa Budești, având în compunere satele Aprozi, Negoești și Șoldanu. În 1931, comuna Aprozi a rămas doar cu satul Aprozi, celelalte sate separându-se pentru a forma comuna Negoești. Tot atunci s-a înființat comuna Gruiu, prin desprinderea satelor Gruiu și Buciumeni din comuna Herăști.
În 1950, comunele Budești, Aprozi și Gruiu au fost transferate raionului Oltenița din regiunea București, iar în 1968 au revenit la județul Ilfov, reînființat. Atunci, comunele Aprozi, Gruiu și Crivăț au fost desființate și incluse în comuna Budești.  În 1981, o reorganizare administrativă regională a dus la transferarea comunei la județul Călărași. Comuna Budești a devenit oraș în 1989, iar în iunie 2006, comuna Crivăț a fost reînființată, când satul Crivăț s-a desprins pentru a forma din nou o comună de sine stătătoare.

## Demografie
Componența etnică a orașului Budești
     Români (46,32%)
     Romi (39,21%)
     Alte etnii (0,11%)
     Necunoscută (14,36%)
Componența confesională a orașului Budești
     Ortodocși (84,66%)
     Alte religii (0,63%)
     Necunoscută (14,71%)
Conform recensământului efectuat în 2021, populația orașului Budești se ridică la 7.126 de locuitori, în scădere față de recensământul anterior din 2011, când fuseseră înregistrați 7.725 de locuitori. Cei mai mulți locuitori sunt români (46,32%), cu o minoritate de romi (39,21%), iar pentru 14,36% nu se cunoaște apartenența etnică. Din punct de vedere confesional, majoritatea locuitorilor sunt ortodocși (84,66%), iar pentru 14,71% nu se cunoaște apartenența confesională.
|  | Graficele sunt indisponibile din cauza unor probleme tehnice. Mai multe informații se găsesc la Phabricator și la wiki-ul MediaWiki. |

Date: Recensăminte sau birourile de statistică - grafică realizată de Wikipedia

## Politică și administrație
Orașul Budești este administrat de un primar și un consiliu local compus din 15 consilieri. Primarul, Mihai Ilie[*], de la Partidul Național Liberal, este în funcție din octombrie 2020. Începând cu alegerile locale din 2024, consiliul local are următoarea componență pe partide politice:
|  | Partid                    | Consilieri | Componența Consiliului | Componența Consiliului | Componența Consiliului | Componența Consiliului | Componența Consiliului | Componența Consiliului | Componența Consiliului | Componența Consiliului |
|  | ------------------------- | ---------- | ---------------------- | ---------------------- | ---------------------- | ---------------------- | ---------------------- | ---------------------- | ---------------------- | ---------------------- |
|  | Partidul Național Liberal | 8          |                        |                        |                        |                        |                        |                        |                        |                        |
|  | Partidul Social Democrat  | 5          |                        |                        |                        |                        |                        |                        |                        |                        |
|  | Alianța Dreapta Unită     | 2          |                        |                        |                        |                        |                        |                        |                        |                        |

## Meșteșuguri și economie
Predomină comerțul cu adăugata, S.R.L.-urile, dar și meșteșugurile: fabricanți de mobilă, tapițerie, tâmplărie, croitorie, agricultură, apicultură, pomicultură, creșterea animalelor, morărit, însilozare.
În trecut, agricultura reprezenta în această zonă un rol important în comunitatea din Budești prin locuri de muncă la: S.M.A., Silozul de cereale, stația de inseminare taurine și porcine, crescătoria de pește Aprozi, împletituri din nuiele, fabrica de pâine - brutărie, ferma de viermi de mătase etc.
Produsele localnicilor, dar și ale celor ce doresc să le comercializeze se pot găsi în târgul care se ține în fiecare duminică.

## Monumente istorice
Trei obiective din orașul Budești sunt incluse în lista monumentelor istorice din județul Călărași ca monumente de interes local. Unul este un sit arheologic reprezentat de rămășițele unei așezări din perioada Latène, aflată în punctul „Ciocârla”, pe malul stâng al Dâmboviței. Celelalte două sunt clasificate ca monumente de arhitectură: Biserica „Adormirea Maicii Domnului” (datând din 1841) din satul Aprozi; și ruinele conacului Manu (1827) din lunca Argeșului (zona localității componente Budești).

## Sănătate și educație
Localitatea nu mai dispune de Spitalul din anul 2011 ci doar de dispensar, de aceea nu are normele unui oraș obișnuit.

## Personalități născute aici
- Constantin Ștefănescu Amza (1875 - 1964), politician, general;
- Ionel Budișteanu (1919 - 1991), violonist, dirijor;
- Marian Sârbu (n. 1958), politician;
- Costică Canacheu (n. 1958), politician;
- Cristian Sima (n. 1961), om de afaceri;
- Iulică Cazan (n. 1980), sportiv la tir;
- Cătălin Gogor (n. 2001), fotbalist.